# Llista d'ocells de les Illes Seychelles
Aquesta llista d'ocells de les Illes Seychelles inclou totes les espècies d'ocells trobats a les Seychelles: 239, de les quals 15 són endemismes, 16 estan amenaçades d'extinció a nivell planetari, 1 és extinta i 10 foren introduïdes per l'acció humana.
Els ocells s'ordenen per famílies i espècies.

## Podicipediformes
- Podicipedidae
  - Podiceps nigricollis

## Procellariiformes
- Procellariidae
  - Bulweria fallax
  - Daption capense
  - Macronectes giganteus
  - Pterodroma neglecta
  - Puffinus carneipes
  - Puffinus lherminieri
  - Puffinus pacificus
- Hydrobatidae
  - Hydrobates pelagicus
  - Oceanites oceanicus
  - Oceanodroma matsudairae
  - Oceanodroma monorhis
  - Pelagodroma marina

## Pelecaniformes
- Phaethontidae
  - Phaethon aethereus
  - Phaethon lepturus
  - Phaethon rubricauda
- Sulidae
  - Sula abbotii
  - Sula dactylatra
  - Sula leucogaster
  - Sula sula
- Fregatidae
  - Fregata ariel
  - Fregata minor
- Pelecanidae
  - Pelecanus rufescens
- Phalacrocoracidae
  - Phalacrocorax africanus

## Ciconiiformes
- Ardeidae
  - Ardea alba
  - Ardea cinerea
  - Ardea purpurea
  - Ardeola grayii
  - Ardeola idae
  - Ardeola ralloides
  - Botaurus stellaris
  - Bubulcus ibis
  - Butorides striatus
  - Egretta dimorpha
  - Egretta garzetta
  - Egretta intermedia
  - Ixobrychus cinnamomea
  - Ixobrychus sinensis
  - Nycticorax nycticorax
- Ciconiidae
  - Ciconia ciconia
- Threskiornithidae
  - Plegadis falcinellus
  - Threskiornis abbotti
  - Threskiornis aethiopicus

## Phoenicopteriformes
- Phoenicopteridae
  - Phoenicopterus roseus

## Anseriformes
- Anatidae
  - Anas acuta
  - Anas clypeata
  - Anas penelope
  - Anas platyrhynchos
  - Anas querquedula
  - Aythya fuligula
  - Aythya nyroca
  - Dendrocygna viduata
  - Tadorna ferruginea

## Falconiformes
- Pandionidae
  - Pandion haliaetus
- Accipitridae
  - Circus aeruginosus
  - Circus macrourus
  - Hieraaetus pennatus
  - Milvus aegyptius
  - Milvus migrans
  - Pernis apivorus
- Falconidae
  - Falco araea
  - Falco cherrug
  - Falco concolor
  - Falco eleonorae
  - Falco naumanni
  - Falco newtoni
  - Falco peregrinus
  - Falco vespertinus

## Galliformes
- Phasianidae
  - Coturnix coturnix
  - Francolinus pondicerianus

## Gruiformes
- Rallidae
  - Aenigmatolimnas marginalis
  - Amaurornis phoenicurus
  - Crex crex
  - Dryolimnas cuvieri aldabranus
  - Gallinula chloropus
  - Porphyrio porphyrio
  - Porphyrula alleni
  - Porzana parva
  - Porzana porzana

## Charadriiformes
- Charadriidae
  - Charadrius asiaticus
  - Charadrius dubius
  - Charadrius hiaticula
  - Charadrius leschenaultii
  - Charadrius mongolus
  - Pluvialis fulva
  - Pluvialis squatarola
  - Vanellus gregarius
- Scolopacidae
  - Actitis hypoleucos
  - Arenaria interpres
  - Calidris alba
  - Calidris ferruginea
  - Calidris minuta
  - Calidris tenuirostris
  - Gallinago media
  - Limosa lapponica
  - Numenius arquata
  - Numenius phaeopus
  - Numenius tenuirostris
  - Tringa erythropus
  - Tringa nebularia
  - Tringa totanus
  - Xenus cinereus
- Burhinidae
  - Burhinus oedicnemus
- Dromadidae
  - Dromas ardeola
- Glareolidae
  - Glareola maldivarum
  - Glareola nordmanni
  - Glareola ocularis
  - Glareola pratincola
- Haematopodidae
  - Haematopus ostralegus
- Phalaropodidae
  - Phalaropus fulicarius
- Laridae
  - Larus fuscus
  - Anous stolidus
  - Anous tenuirostris
  - Gelochelidon nilotica
  - Gygis alba
  - Hydroprogne caspia
  - Onychoprion anaethetus
  - Onychoprion fuscatus
  - Sterna balaenarum
  - Sterna dougallii
  - Sterna repressa
  - Sterna sumatrana
  - Sternula albifrons
  - Thalasseus bengalensis
  - Thalasseus bergii
  - Thalasseus sandvicensis
- Stercorariidae
  - Stercorarius maccormicki

## Columbiformes
- Columbidae
  - Alectroenas pulcherrima
  - Alectroenas sganzini
  - Columba livia
  - Geopelia striata
  - Streptopelia picturata

## Psittaciformes
- Psittacidae
  - Agapornis cana
  - Coracopsis nigra
  - Psittacula wardi

## Strigiformes
- Strigidae
  - Otus insularis
- Tytonidae
  - Tyto alba

## Cuculiformes
- Cuculidae
  - Centropus toulou
  - Cuculus canorus
  - Cuculus poliocephalus

## Apodiformes
- Apodidae
  - Aerodramus elaphrus
  - Apus apus

## Caprimulgiformes
- Caprimulgidae
  - Caprimulgus madagascariensis aldabrensis

## Coraciiformes
- Coraciidae
  - Coracias garrulus
  - Eurystomus glaucurus
- Meropidae
  - Merops superciliosus

## Passeriformes
- Monarchidae
  - Terpsiphone corvina
- Hirundinidae
  - Hirundo rustica
  - Phedina borbonica
  - Riparia riparia
- Nectariniidae
  - Cinnyris dussumieri
  - Cinnyris sovimanga.
    - Cinnyris sovimanga abbotti
    - Cinnyris sovimanga aldabrensis
    - Cinnyris sovimanga buchenorum
    - Cinnyris sovimanga sovimanga
- Zosteropidae
  - Zosterops maderaspatana
  - Zosterops semiflava
  - Zosterops modesta
- Muscicapidae
  - Copsychus sechellarum
  - Monticola saxatilis
  - Muscicapa striata
  - Oenanthe oenanthe
- Cisticolidae
  - Cisticola cherina
- Sylviidae
  - Acrocephalus sechellensis
  - Nesillas aldabranus
  - Phylloscopus sibilatrix
  - Phylloscopus trochilus
  - Sylvia atricapilla
- Laniidae
  - Lanius minor
- Pycnonotidae
  - Hypsipetes crassirostris
  - Hypsipetes madagascariensis rostratus
- Sturnidae
  - Acridotheres tristis
- Dicruridae
  - Dicrurus aldabranus
- Oriolidae
  - Oriolus oriolus
- Corvidae
  - Corvus albus
- Fringillidae
  - Serinus mazambicus
- Estrildidae
  - Estrilda astrild
- Motacillidae
  - Anthus trivialis
  - Macronyx croceus
  - Motacilla flava
- Passeridae
  - Passer domesticus
- Ploceidae
  - Foudia eminentissima aldabrana
  - Foudia madagascariensis
  - Foudia sechellarum[1]